# Macropanesthia monteithi
Macropanesthia monteithi är en kackerlacksart som beskrevs av Roth, L. M. 1977. Macropanesthia monteithi ingår i släktet Macropanesthia och familjen jättekackerlackor. Inga underarter finns listade i Catalogue of Life.